# Kon Szatosi
Kon Szatosi (今敏; Hepburn: Kon Satoshi; Szapporo, 1963. október 12. – Tokió, 2010. augusztus 24.) japán animációs filmrendező. A Muszasino Művészeti Egyetem Tervezőgrafika szakján végzett. Az egyetem alatt mangakaként debütált, de tehetségesebbnek bizonyult az animációs pályán. Többszörösen díjnyertes filmjei a Perfect Blue, Millenium Actress, Tokiói keresztapák és a Paprika. Kon Cujosi testvére, aki zenészként és gitárosként tevékenykedik.

## Élete
1963. október 12-én született Szapporóban. Körülbelül 3 éves korában az édesapját áthelyezték, így a család Hokkaidón belül Kusiroba költözött. A Sirojama általános iskola 4-dik évfolyamáig ott tanult, majd a családfő ismételt áthelyezése miatt visszaköltöztek Szapporóba. A tanulmányi eredményei romlásnak indultak, részben a környezetváltozás, részben azok elhanyagolása miatt. Kon szórakozásból már ekkor szeretett mangákat másolni. Az iskolában megismerkedett Takizava Szeihóval, aki valóban mangakának készült. Összebarátkoztak, de vele ellentétben Kon nem bízott abban, hogy valaha is mangakává válhat. 14 évesen az édesapját újból áthelyezték, így a család visszatért Kusiroba.
Váratlanul a tanulmányi eredményei javulásnak indultak, példás tanulóvá vált. Viszont az iskolában szigorú szabályok uralkodtak és ezt nem tudta elfogadni. Emiatt az iskola és a tanárok körében népszerűtlenné vált. Állítása szerint ebben az időszakban alakultak ki a személyisége legfőbb vonásai. Ugyanekkor a Space Battleship Yamato című anime nagy rajongója lett. Ezért az osztályban őt és még néhány lány osztálytársát Anime Alakulatnak csúfoltak. A többiek gúnyolódása közepette döntöttel el, hogy animátorrá válik.
A Kusiro Korjó középiskolában folytatta tanulmányait és új reménnyel szerette volna kezdeni az évet. De magassága, hosszú haja és kiváló tanulmányai miatt nem csak az iskolában, de több irányból is felkeltette a figyelmet. A fiúktól megtartotta a tisztes távolságot és inkább a lányok társaságát kereste, ami szintén gondokhoz vezetett. Másodikos korában a nyári szünet alatt felutazott Tokióba egyetlen testvéréhez, Kon Cujosihoz. Ott-tartózkodása alatt a Jojogi rajz felvételi előkészítőre járt. Ezután minden hosszabb szünetet kihasznált, hogy ott készüljön fel a vizsgára. A bátyjával nem volt bensőséges a viszonya, egyrészt a korkülönbség miatt. Másrészt Kon Cujosi a középiskola első évében megbukott, majd Tokióba költözött és elismert gitárossá vált. Így a két testvér nem töltött együtt sok időt.
1982-ben felvételt nyert a Muszasino Művészeti Egyetem Vizuális Kommunikáció Tanszék Tervezőgrafika szakjára. Bár Kon szerint a ballagás idején nyugtalanító légkör uralkodott, de minden különösebb bántalmazás nélkül végzett a középiskolában. Az egyetemtől nem messze, Tokiótól nyugatra található Kodaira-sin belül Ogavamacsiba költözött, és ezután még 9 éveig ott élt. Az egyetem alatt szórakozásból mangákat rajzolt és elküldte a Young Magazine újságnak. A magazin Csiba Tecuja-díján megnyerte az Júsú Sindzsin-só nagydíjat. A Toriko – Prisoner (1984) hozta meg neki ezt a sikert és ezzel együtt debütált. Ezután kezdett el azon gondolkodni, hogy mégis mangakává válhat. Mellékállásban újság illusztrátorként, ideiglenes mangaka asszisztensként dolgozott. Itó Szeiko meghívására a Hot-Dog PRESS magazin Gjókaikun Monogatari képregény előkészületeiben segédkezett. 1987-ben sikeresen lediplomázott.
Bejelentés nélkül továbbra is illusztrátorként, mangaka asszisztensként dolgozott, illetve rövid kéziratokat készített. Nehezen tudott megélni, és közben mentális- és alkohol-problémákkal küzdött. A Csiba Tecuja-díj után még kétszer lett díjazott a Carve (1985) és Horseplay (1987) című képregényeivel. A befolyó pénzből videólejátszót és videólemezeket vett, továbbá a barátaitól újabb videókat kapott kölcsön. Gyakran egész nap filmeket nézett és közben mértéktelenül fogyasztotta az alkoholt. A filmekről jegyzeteket készített, ami megalapozta a rendezői tapasztalatait. Mindeközben a Return to the Sea mangája fejezetenként a Young Magazine-ban jelent meg. Külön könyvként kiadták, így szerzői jogdíjhoz jutott. El szeretett volna költözni, de hepatitis A-t diagnosztizáltak nála. Két hétig kórházban feküdt és egy hónappal később tért vissza a munkájához.
Megismerkedett Ótomo Kacuhiroval, aki 1991-ben Kon története alapján megrendezte a World Apartment Horrort. Még ugyanebben az évben Kon manga adaptációt készített a filmhez. A bevételekből Musasinoba költözhetett és 4 évig ott élt. Ótomo Kacuhiro felelt a Ródzsin Z (1991) animációs film forgatókönyvéért és mechanikai tervezésért. Ismételten forgatókönyvíróként és rendezőként tevékenykedett az Emlékeken (1995). Kon mindkét animében kisebb munkákat vállalt el mellette. Ezzel együtt az első anime, amin dolgozni kezdett, az a Ródzsin Z volt. Az Emlékek első részének a forgatókönyvét ő írhatta meg, ami egy fontos lépés volt az életpályáján – felfigyeltek rá. Már ebben a részben megjelent az a jellegzetes vonás, ami végigkísérte a karrierjét. Nevezetesen az, hogy a valóságot egyedi módon összemosta a képzelet világával. Karrierjében a legnagyobb áttörést a Perfect Blue (1997) által szerezte meg, aminél szabad kezet kapott és először tevékenykedhetett rendezőként. A sikert tovább gazdagította a Millenium Actress (2001), a Tokiói keresztapák (2003) és a Paprika (2006). Mindegyik után számos díjat nyert el.
Ötödik filmje lett volna a The Dreaming Machine, amit a betegsége miatt már nem tudott befejezni. A film azóta is fel van függesztve az anyagi okok és egy rendező hiánya miatt, aki Kon képességeit felérné. Marujama Maszao, a Madhouse stúdió egyik alapítója kijelentette, hogy egyszer be szeretné fejezni a filmet.

## Egyéb befolyásoló tényezők
Filmek, zenék, animék, mangák, festmények és a színművészet is hatással volt rá. Az animék terén a Space Battleship Yamato, Galaxy Express 999, Mobile Suit Gundam, Future Boy Conan és a III. Lupin: Cagliostro kastélya. Hazai téren az animációs filmrendező, Mijazaki Hajao, a mangakák sorából Tezuka Oszamu, Ótomo Kacuhiro, az írók közül Murakami Haruki és a filmrendező Kuroszava Akira is inspirálta. Külön kiemelte Ótomo Kacuhiro Doumu (1980) című képregényét. Mivel lelkes filmrajongó volt, így nagy hatást keltett benne a nyugati kínálat is: George Roy Hill által megrendezett Az ötös számú vágóhíd és Terry Gilliamtól az Időbanditák (1981), Brazil (1985) és a Münchausen báró kalandjai (1988). Philip K. Dick több könyvét elolvasta. Az Álmodnak-e az androidok elektronikus bárányokkal? című művét feldolgózó Szárnyas fejvadász szintén ihletet adott neki. Ez visszatükröződhet a Paprikában.
Hiraszava Szuszumu zenéje is befolyásolta őt. Több mint húsz éve a rajongója volt. A Millennium Actress, Paranoia Agent és a Paprika filmzenéit ő készítette el. A Paprika után a Tokiói Anime Díj (2007), Legjobb Zene kategóriában nyert díjat.

## Munkássága
| Év   | Cím                                   | Típus          | Munkaterület                                                                                          |
| ---- | ------------------------------------- | -------------- | --- |
| 1984 | Toriko – Prisoner                     | Manga          | rajz, történetíró (szerző)                                                                            |
| 1985 | Carve                                 | Manga          | rajz, történetíró (szerző)                                                                            |
| 1986 | Baseball Brats                        | Manga          | rajz, történetíró (szerző)                                                                            |
| 1986 | Summer of Anxiety                     | Manga          | rajz, történetíró (szerző)                                                                            |
| 1986 | Focus                                 | Manga          | rajz, történetíró (szerző)                                                                            |
| 1987 | Horseplay                             | Manga          | rajz, történetíró (szerző)                                                                            |
| 1987 | Day has Dawned                        | Manga          | rajz, történetíró (szerző)                                                                            |
| 1987 | Kidnappers                            | Manga          | rajz, történetíró (szerző)                                                                            |
| 1987 | Guests                                | Manga          | rajz, történetíró (szerző)                                                                            |
| 1988 | Waira                                 | Manga          | rajz, történetíró (szerző)                                                                            |
| 1988 | Picnic                                | Manga          | rajz, történetíró (szerző)                                                                            |
| 1989 | Beyond the Sun                        | Manga          | rajz, történetíró (szerző)                                                                            |
| 1989 | Joyful Bell                           | Manga          | rajz, történetíró (szerző)                                                                            |
| 1989 | The Desert Dolphin                    | Manga          | rajz, történetíró (szerző)                                                                            |
| 1989 | The Adventures of Master Basho        | Manga          | rajz, történetíró (szerző)                                                                            |
| 1990 | Return to the Sea                     | Manga          | rajz, történetíró (szerző)                                                                            |
| 1991 | World Apartment Horror                | Manga          | rajz, történetíró (szerző)                                                                            |
| 1991 | Ródzsin Z                             | Animációs Film | kulcskocka animátor, látványterv                                                                      |
| 1992 | Run Melos!                            | Animációs Film | kulcskocka animátor, látványterv                                                                      |
| 1993 | Mobile Police Patlabor 2: The Movie   | Animációs Film | látványterv, storyboard                                                                               |
| 1993 | JoJo's Bizarre Adventure OVA 1        | Anime          | kulcskocka animátor (2. rész), epizód rendező (5. rész), forgatókörny (5. rész), storyboard (5. rész) |
| 1994 | Seraphim – 266613336 Wings            | Manga          | rajz, történetíró (szerző)                                                                            |
| 1995 | Opus (1995)                           | Manga          | rajz, történetíró (szerző)                                                                            |
| 1995 | Emlékek                               | Anime          | forgatókönyv (1.rész), beállítások (1. rész), tervező grafikus, látványtervező                        |
| 1997 | Detatoko Princess                     | Anime          | kulcskocka animátor (2. rész)                                                                         |
| 1997 | Perfect Blue                          | Animációs Film | rendező, karakterdesign                                                                               |
| 1998 | Master Keaton                         | Anime          | kulcskocka animátor (15. rész)                                                                        |
| 2000 | JoJo's Bizarre Adventure OVA 2        | Anime          | beállítások                                                                                           |
| 2001 | Millennium Actress                    | Animációs Film | rendező, forgatókönyv, karakterdesign                                                                 |
| 2003 | Tokiói keresztapák                    | Animációs Film | rendező, forgatókönyv, karakterdesign                                                                 |
| 2004 | Paranoia Agent                        | Anime          | rendező, storyboard (1, 9, 13. rész)                                                                  |
| 2006 | Paprika                               | Animációs Film | rendező, forgatókönyv, Mr. Jinnai szinkronhangja                                                      |
| 2007 | Ani*Kuri15                            | Anime          | rendező (15. rész), színtervező (15. rész), storyboard (15. rész)                                     |
| ?    | The Dreaming Machine (felfüggesztett) | Animációs Film | rendező, forgatókönyv                                                                                 |

## Kitüntetései
| Film                      | Díjátadó                                        | Ideje | Kategória                                  | Eredmény |
| ------------------------- | ----------------------------------------------- | ----- | ------------------------------------------ | -------- |
| Perfect Blue (1997)       | Fantázia Filmfesztivál                          | 1997  | Legjobb Ázsiai Film                        | Győztes  |
| Perfect Blue (1997)       | Fantasporto Filmfesztivál                       | 1998  | Legjobb Animációs Film                     | Győztes  |
| Perfect Blue (1997)       | Fantasporto Filmfesztivál                       | 1998  | Nemzetközi Fantázia Filmdíj – Legjobb Film | Jelölt   |
| Perfect Blue (1997)       | B-Movie Filmfesztivál                           | 2000  | Legjobb Animációs Film                     | Győztes  |
| Millennium Actress (2001) | Fantázia Filmfesztivál                          | 2001  | Legjobb Animációs Film                     | Győztes  |
| Millennium Actress (2001) | Fantázia Filmfesztivál                          | 2001  | Feltörekvő Díj                             | Győztes  |
| Millennium Actress (2001) | Sitges – Katalónia Nemzetközi Filmfesztivál     | 2001  | Orient Expressz-díj                        | Győztes  |
| Millennium Actress (2001) | Tokiói Anime Díj                                | 2003  | Hazai Film Kategória                       | Győztes  |
| Millennium Actress (2001) | Mainichi Film Concours                          | 2003  | Ófudzsi Noburó-díj                         | Győztes  |
| Millennium Actress (2001) | Annie-díj                                       | 2004  | Kiemelkedő Animációs Filmrendező           | Jelölt   |
| Millennium Actress (2001) | Annie-díj                                       | 2004  | Kiemelkedő Animációs Forgatókönyvíró       | Jelölt   |
| Tokiói keresztapák (2003) | Sitges – Katalónia Nemzetközi Filmfesztivál     | 2003  | Legjobb Animációs Film                     | Győztes  |
| Tokiói keresztapák (2003) | Sitges – Katalónia Nemzetközi Filmfesztivál     | 2003  | Orient Express-díj – Külön Dicséret        | Győztes  |
| Tokiói keresztapák (2003) | Mainichi Film Concours                          | 2004  | Legjobb Animációs Film                     | Győztes  |
| Tokiói keresztapák (2003) | Neuchatel Nemzetközi Fantasztikus Filmfesztivál | 2004  | Közönségdíj                                | Győztes  |
| Tokiói keresztapák (2003) | Neuchatel Nemzetközi Fantasztikus Filmfesztivál | 2004  | Legjobb Ázsiai Film                        | Győztes  |
| Tokiói keresztapák (2003) | Tokiói Anime Díj                                | 2004  | Legjobb Rendező                            | Győztes  |
| Tokiói keresztapák (2003) | Tokiói Anime Díj                                | 2004  | Hazai Film Kategória                       | Győztes  |
| Paprika (2006)            | Montréali Nemzetközi Filmfesztivál              | 2006  | Közönségdíj                                | Győztes  |
| Paprika (2006)            | Velencei Nemzetközi Filmfesztivál               | 2006  | Arany Oroszlán                             | Jelölt   |
| Paprika (2006)            | Fantasporto Filmfesztivál                       | 2007  | Kritikusok Díja                            | Győztes  |
| Paprika (2006)            | Newport Beach Film Filmfesztivál                | 2007  | Animáció                                   | Győztes  |
| Paprika (2006)            | Tokiói Anime Díj                                | 2007  | Hazai Film Kategória                       | Győztes  |
| Paprika (2006)            | Annecy-i Nemzetközi Animációs Filmfesztivál     | 2007  | Legjobb Film                               | Jelölt   |

## Halála
2010. május 18-án a Muszasino Vöröskereszt Kórházban szerzett tudomást a betegségéről. A jelentés szerint a hasnyálmirigyrák végső szakaszába lépett, csontáttétek jelentkeztek, maximum fél évet jósoltak neki. A diagnózis előtt már megjelentek az első tünetek. 2-3 hónapja fájt a háta és a lábai. A jobb lábát nem tudta terhelni, így a járás nehezére esett. 2010. augusztus 24-én hunyt el. Másnap feltöltötték a búcsúlevelét a honlapjára. Ebben leírta az utolsó hónapjainak fontosabb eseményeit, illetve köszönetet mondott a rajongóknak és azoknak, akik segítették a munkáját. A betegségét nem hozta nyilvánosságra, ezért a halála sokakat megdöbbentett. A gyászszertartáson Hiraszava Szuszumu dalait játszották le. A koporsó szállításakor pedig a Millennium Actress betétdalát, a Rotationt. Halála után nem sokkal az Animax levetítette a Tokiói keresztapákat és a Paprikát, a WOWOW csatorna pedig a Perfect Blue-t. 2011-ben kiadtak egy gyűjtőkötetet Yume no Kaszeki néven, ami Kon 15 rövid mangáját foglalja össze.